# Дичо (певец)
Вижте пояснителната страница за други личности с името Дичо.
Дичо Тодоров Христов е български поп и рок певец, член на група D-2 и ресторантьор.

## Биография
Дичо Христов е роден на 1 декември 1973 г. в град София, Народна република България.
Първата група на Дичо се нарича „Атака“. Следват формациите „Селект“ и „ЕС“, но като фронтмен постига успехи чак с „Rag Dolls“. Групата предимно свири кавъри в рок клубове във Варна, Златни пясъци и Боровец. През 1993 г. издават единствения си албум със заглавие „Shity Headache“. Клипът на песента „Куку Лудница“ попада в предаването РокОко по БНТ. Rag Dolls просъществува до 1997 г.
През 1999 г. заедно с китариста Димитър Кърнев създават групата D-2. Другите членове на групата са Красимир Тодоров Пъков, Александър Обретенов, Явор Александров и Десислав Семерджиев. Получават наградите „Група на годината“ на годишните награди на предаването „Мело ТиВи мания“ за 2000 година, наградите „Група на годината“, „Най-добра група на живо“ и „Хит на годината“ с песента „Ледено момиче“ на годишните музикални награди на „БГ радио“ и „Форте“ за 2001 година. С Дичо в състава си групата издава два албума – „Ледено момиче“ и „2002“. В хитове се превръщат песните „Ледено момиче“, „Аз и ти“, „Някой ден“, „Това сме ние“. С последната песен Д2 попада в класацията на MTV „World chart express“.
През 2005 г. Дичо решава да напусне групата и да започне солова кариера. На 13 март 2006 г. влиза във ВИП къщата на „Биг Брадър“ като участник в първия сезон на „Вип Брадър“. Дичо прекарва 29 дни в шоуто и завършва на трето място.
През 2008 г. Дичо взима участие в първия сезон на музикалното предаване „Великолепната шесторка“, където пее в дует с Нели Иванова. Същата година озвучава Маймуна в българския дублаж на анимационния филм „Кунг-фу панда“, записан в студио „Александра Аудио“ по режисурата на Петър Върбанов. Това е единствената му изява в дублажа.
Впоследствие записва множество самостоятелни песни, от които най-известни са „Още от деца“ и „Аз нямам шеф“. След това основава собствена група – VO.X.X. Песента „Няма да дам“ с участието на Део става саундтрак към филма „Пистолет, куфар и три смърдящи варела“ през 2012 г.  Освен това участва в много песни на хип-хоп изпълнители като Ъпсурт, 100 кила и Спенс.
През 2015 г. събира нова група под името „Бандата“, с която прави кавър на песента на Васил Найденов „Бързаш, няма време“. 
Собственик е на култовото заведение „Синьо лято“ в Синеморец, което стопанисва заедно с приятелката си.

## Дискография

### С Rag Dolls
- Shity Headache (1993)

### С D2
- „Ледено момиче“ (2000)
- „2002“ (2002)

### Соло
- „Дух“ (2017)[5]

## Филмография
- „Бунтът на L.“ (2006) – Сяров
- „Кунг-фу панда“ (2008) – Маймуна (озвучен в оригинал от Джеки Чан, български дублаж)